# Athyrium spinescens
Athyrium spinescens är en majbräkenväxtart som beskrevs av Kurata. Athyrium spinescens ingår i släktet Athyrium och familjen Athyriaceae. Inga underarter finns listade.